# Centro LGBT de Pequim
O Centro LGBT de Pequim (北京同志中心) é uma organização sem fins lucrativos focada no avanço dos direitos de gays, lésbicas, bissexuais e transgêneros na China. O grupo foi fundado em 2008 e fornece serviços como uma rede de terapeutas pró-LGBT e uma linha direta para pessoas transgêneras.
Em 2014, o centro ajudou Yang Teng, um homem gay, a preparar um caso contra uma clínica em Xunquim, que havia fornecido terapia de conversão que incluía terapia por eletrochoque. O caso foi bem-sucedido e levou o mecanismo de pesquisa Baidu a remover listagens para terapias de conversão. John Shen, junto de outros funcionários do centro, participou de um episódio de 2015 do Unreported World do Channel 4, no qual ele se disfarçou e expôs hospitais que forneciam terapia por eletrochoque.
Outro ativismo realizado pelo centro incluiu um evento em que voluntários, de olhos vendados e camisetas com a inscrição "Eu sou gay", foram filmados de braços abertos, solicitando abraços de transeuntes para protestar contra a proibição de conteúdo gay que estava sendo planejada pela plataforma de mídia social Weibo. Eles também fizeram parceria com o fotógrafo Teo Butturini para documentar e retratar pessoas LGBT que vivem na China. Entre os estudos realizadas pelo centro, está uma pesquisa de 2017 com a Universidade de Pequim sobre a saúde mental dos chineses transgêneros.